# مسلسل العمارة
العمارة مسلسل إجتماعي ليبي من تأليف عبد الرحمن حقيق وإخراج محمد مختار عيسى وإنتاج الهيئة العامة لإذاعات الجماهيرية العظمى، بث أول مرة على قناة الجماهيرية سنة 2001.

## القصة
تجرى أحداث المسلسل حول سكان أحد العمارات السكنية في العاصمة الليبية طرابلس تأتيهم عائلة ليبية ثرية عادت لتوها من الخارج لتسكن في عمارتهم و هنا تبدأ العائلة الجديدة بالتأثير سلبا على جيرانهم. فيقوم (رجب) الأب بإغراء بعض من الجيران لتنصيبه أمين لجنة العمارة الجديد مقابل المال و فرص الإستثمار الجديدة بدل (خالد) أمين العمارة الأول. و يقوم أبناء رجب بالتأثير سلبا على شباب العمارة، فيقوم (وحيد) باستدراج (غادة) ابنة (لطفي) عاطفيا وجرها لإدمان المخدرات و ينقل لها مرض الإيدز.
و يستمر التأثير السلبي على بقية العائلات على مدار الحلقات. حتى يقع (رجب) في شر أعماله و تقوم (سهام) و هي فتاة كان رجب يعتزم الزواج منها على زوجته الأولى بتلقينه درسا لن ينساه.
وشارك فيه العديد من نجوم الساحة الليبية ومنهم

## الممثلون
- علي الخمسي
- أنور البلعزي
- دنيا محمد
- مصطفى المصراتي
- عيسى بلقاسم
- زهرة مصباح
- محمد عثمان
- لبنى عبد الحميد
- زبيدة قاسم
- مهيبة نجيب
- بسمة الأطرش[1]
- شعبان القبلاوي
- سعد الجازوى
- أمل النورى
- نضال كحلول
- واصف الخويلدي

## وصلات خارجية
موقع السينما دوت كوم